# Kuusisaari (ö i Lappland, Rovaniemi, lat 66,75, long 26,28)
Kuusisaari är en ö i Finland. Den ligger i sjön Ala-Nampajärvi och i kommunen Rovaniemi i den ekonomiska regionen  Rovaniemi ekonomiska region  och landskapet Lappland, i den norra delen av landet, 700 km norr om huvudstaden Helsingfors. Öns area är 3 hektar och dess största längd är 270 meter i sydöst-nordvästlig riktning.